# 国府町 (愛知県)
国府町（こうちょう）は、かつて愛知県宝飯郡に存在した町。現在の豊川市西部にあたる。
三河国国府が存在していた地であり、地名も国府に由来する。三河国府跡は三河総社の東側にある曹源寺の敷地内である。その後、郡制廃止時点の宝飯郡役所所在地であり、宝飯地方事務所が設置されるなど、宝飯郡の中心的な地であった。

## 歴史
- 江戸時代末期、この地域は西大平藩領、磐城平藩領、旗本領、寺社領などであった。
- 1889年（明治22年）10月1日 - 国府村、為当村、森村が合併し、国府村となる。
- 1894年（明治27年）6月23日 - 国府村が町制施行し、国府町となる。
- 1906年（明治39年）9月10日 - 国府町と白鳥村が合併し、国府町となる。
- 1943年（昭和18年）6月1日 - 宝飯郡豊川町、牛久保町、八幡村、国府町が合併し、豊川市となる。

## 学校
- 国府高等女学校（現・愛知県立国府高等学校）
- 国府青年学校
- 国府国民学校（現・豊川市立国府小学校）
- 国府国民学校桜町分教場（現・豊川市立桜町小学校）

## 交通機関
- 名古屋鉄道名古屋本線
  - 国府駅・小田渕駅

## 神社・仏閣

### 大社神社
大社神社（おおやしろじんじゃ）は、三河国の総鎮守。出雲大社を本山とし、大国主を勧請、奉祀する。厳密には、大社（おおやしろ）の社の字は旧字体（示偏に土）であり、お札などに印刷された社名の表記も、これに倣う。しかしながら当該文字は常用漢字に存在しないため、同社の公式ウェブサイトでは代替文字として新字体が用いられている。毎年7月には、東三河三大夏祭りの1つに数えられ、地域住民に古くから親しまれている国府夏まつりが、同社の境内にて開催される。同社は日本の副次文化に一定の理解を示しており、ご当地萌えキャラとして著名な原付萌奈美をはじめ、サンリオのハローキティ、サンエックスのリラックマなど、人気キャラクターがデザインされたお守りを、積極的に取り扱っている事でも知られている。

### 三河総社
三河総社（みかわそうしゃ、登記上の宗教法人名称は総社）は、かつて国司が任国につく際、国内神名帳に記された各社に参拝するのが習わしとなっていたが、交通の面から難が生じていたため、宝飯郡（砥鹿神社）を除いた他の七郡に所在する58の神社が奉る神々を一箇所に勧請し、創建された総社であるとされる。別名白鳥総社。

## 史跡
- 三河国府址